# Museo y Circuito Fernando Alonso
El Museo y Circuito Fernando Alonso (originalmente Complejo Deportivo Fernando Alonso) es un proyecto deportivo dedicado al fomento del automovilismo y a recordar la figura deportiva de Fernando Alonso inaugurado en 2015. Está situado en el concejo asturiano de Llanera (España) y abarca 95 422 m². Consta de un museo de dos plantas donde se exhiben todos los coches de carreras pilotados por Alonso desde sus inicios en el karting, además de diverso material original donde se incluyen trofeos y cascos, y un circuito de karting con licencia internacional de 1800 m.

## Historia

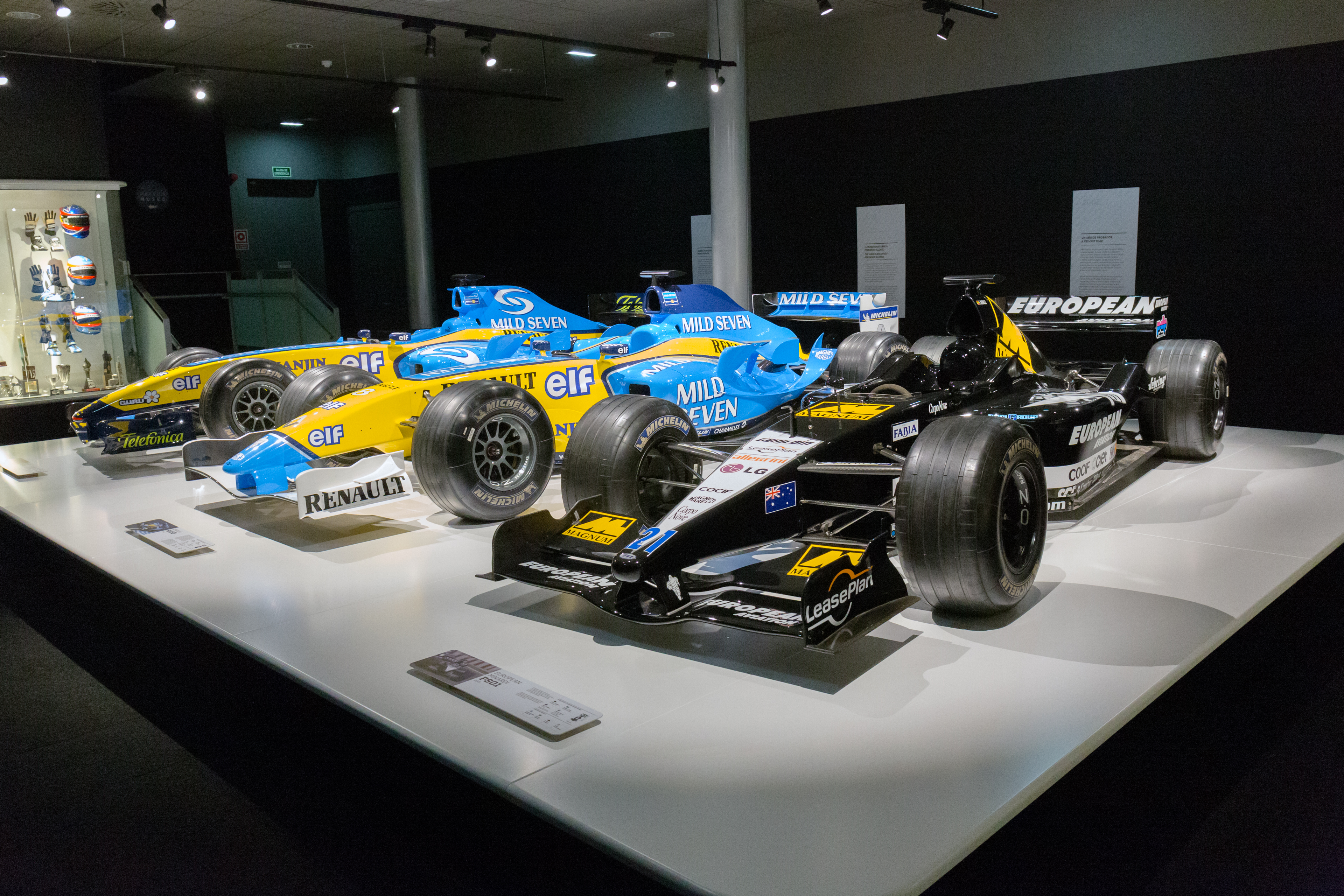
Interior del museo. De derecha a izquierda los tres primeros coches pilotados por Fernando Alonso en Fórmula 1: el Minardi PS01 de 2001, el
Renault R23 de 2003 y el Renault R24 de 2004.

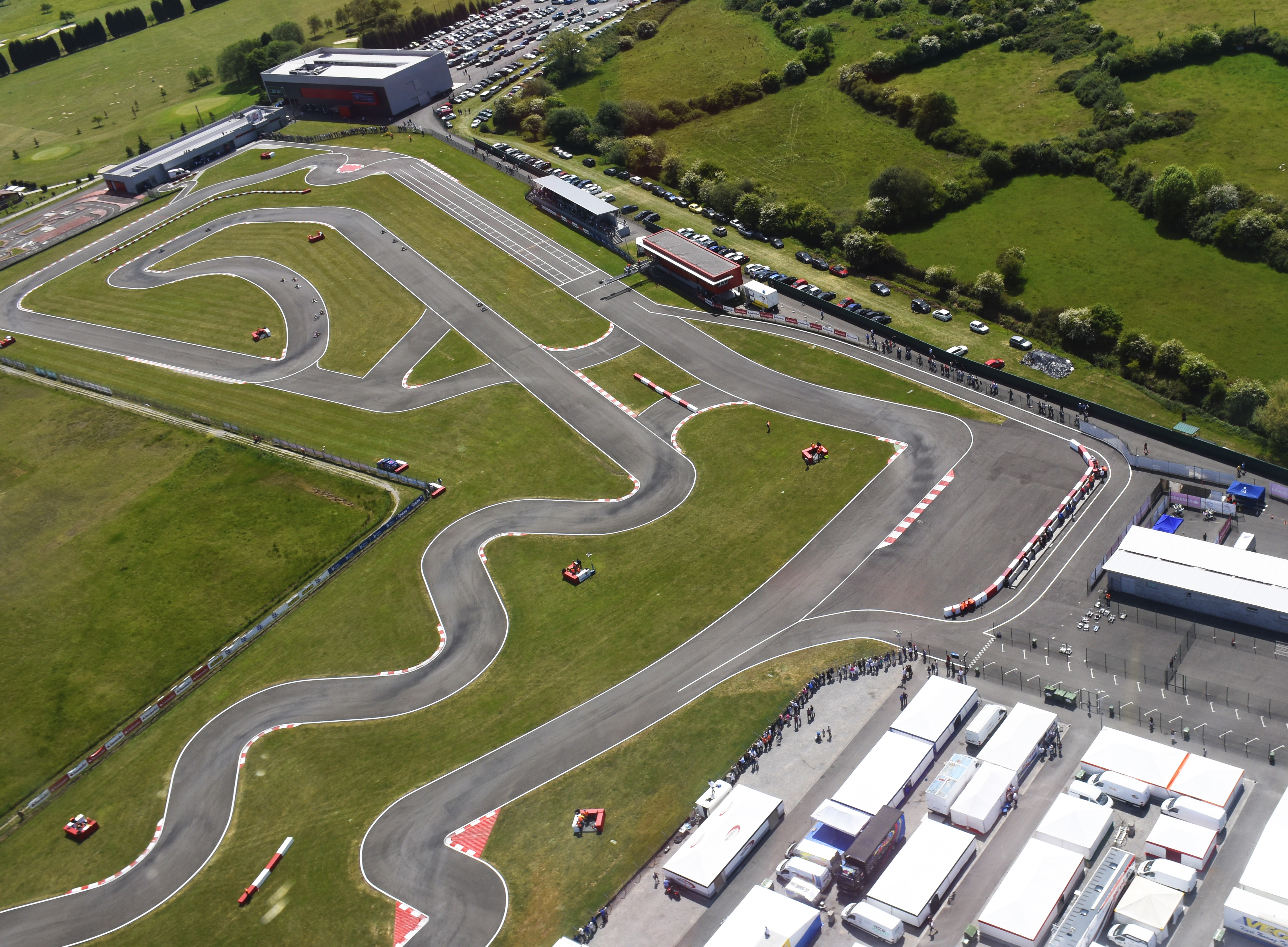
Vista aérea del circuito.

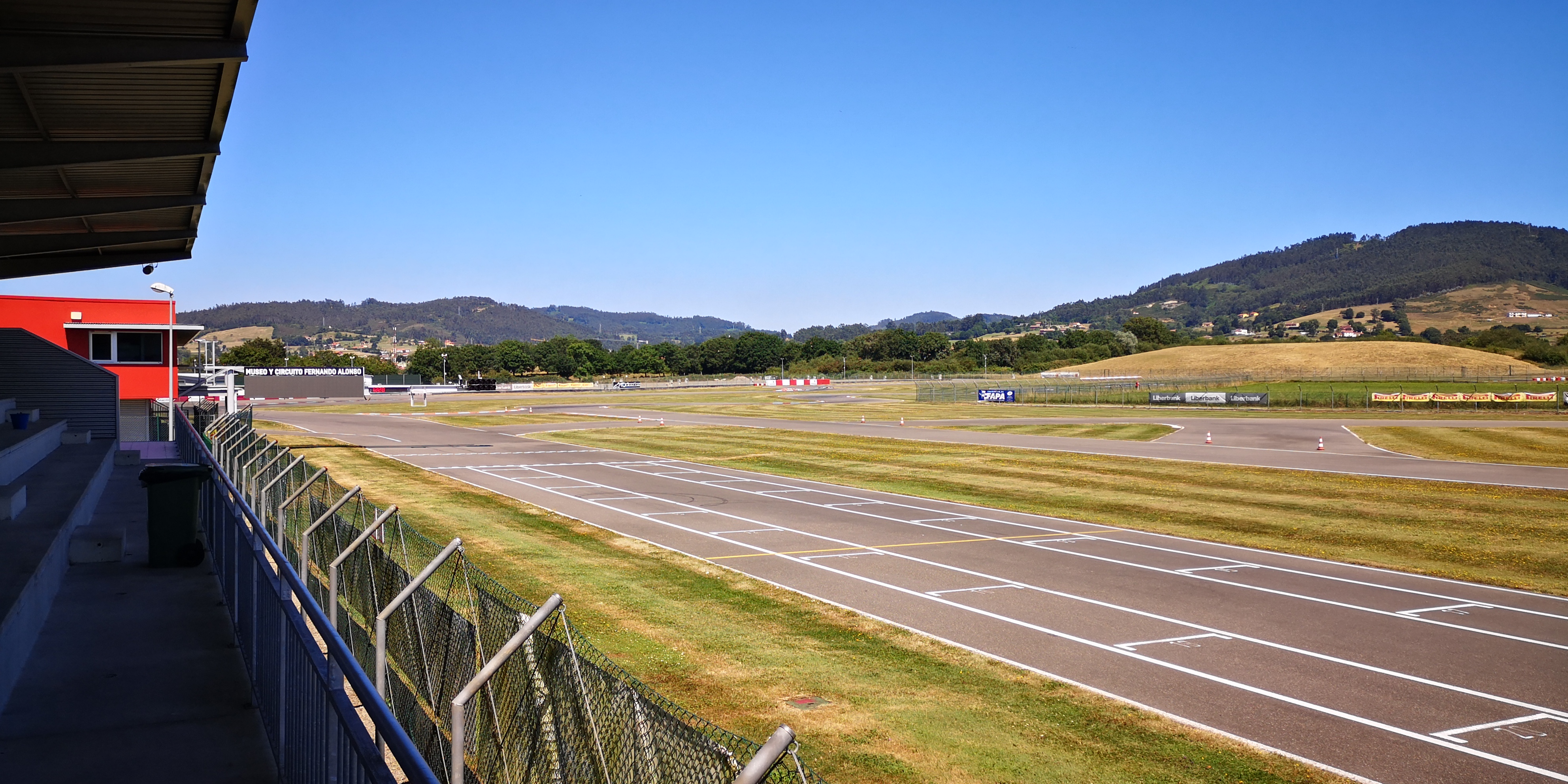
Aspecto de la tribuna principal y el circuito de karting.

Tras colocar el propio Fernando Alonso la primera piedra el 12 de diciembre de 2008, las obras de construcción del complejo deportivo dieron comienzo. 
El 18 de marzo de 2011, Alonso estrenó el trazado del circuito antes más de 4000 personas y declaró: «La pista será una de las mejores del mundo para el karting: con una anchura media de entre 9 y 10 metros, un 'paddock' realmente bien instalado y un trazado que replica algunas de las curvas más interesantes del mundo, como la última de Valencia o las eses de Suzuka, los cuales son sus puntos fuertes.»
El 26 de junio de 2015, el Complejo Deportivo Fernando Alonso fue inaugurado oficialmente para el público general, comenzando su actividad el mismo día.
Ricardo Morán, responsable deportivo de las instalaciones afirmaba «Este es el legado de Alonso, su historia deportiva, una colección única en el mundo»
El 30 de julio de 2020, los Reyes de España visitaron las instalaciones en su paso por el Principado de Asturias.

## Museo
Este complejo incluye un museo sobre Fernando Alonso con una superficie expositiva de 1.200 metros cuadrados; el museo cuenta con alrededor de 500 piezas originales pertenecientes a la colección personal de Fernando Alonso. 
El museo está compuesto por dos plantas de exposición donde se recoge toda la vida deportiva del piloto (coches, cascos, trofeos e indumentarias), así como una vasta colección de cascos de compañeros y rivales y demás objetos únicos. En la actualidad el museo recoge desde el primer kart que pilotó con tres años hasta su etapa más reciente, Aston Martin.

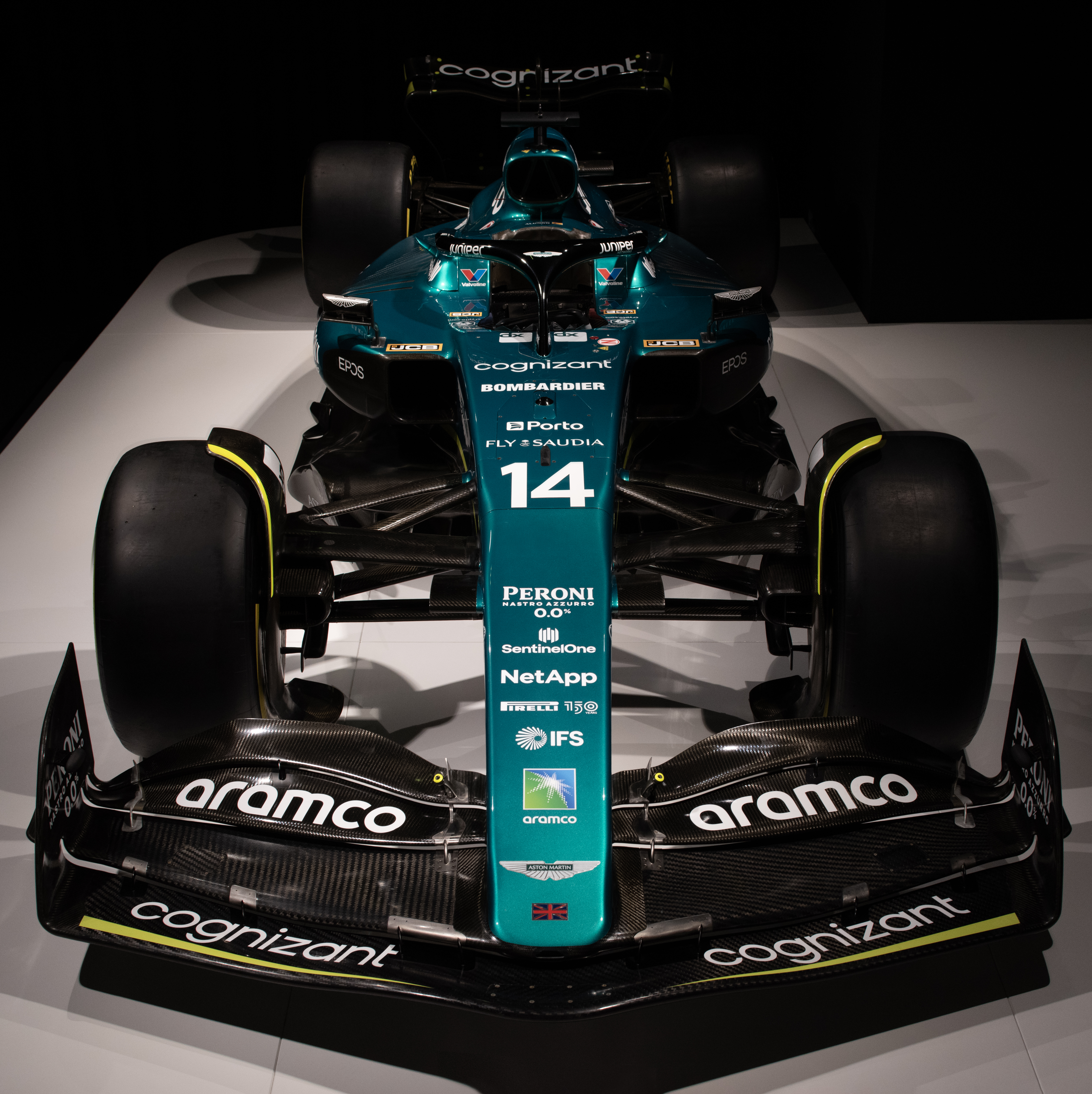
El monoplaza Aston Martin AMR22 expuesto en el Museo Fernando Alonso

## Circuito
El circuito de karting se extiende por 44.446,54 m² y se diseñó y construyó con la posibilidad de realizar veintinueve trazados diferentes, cuyas longitudes varían entre 1400 y 1800 metros. El circuito principal puede dividirse en tres secundarios de 721, 637 y 372 metros para facilitar los entrenamientos. Está homologado para albergar las competiciones internacionales del más alto nivel según las normas CIK-FIA.

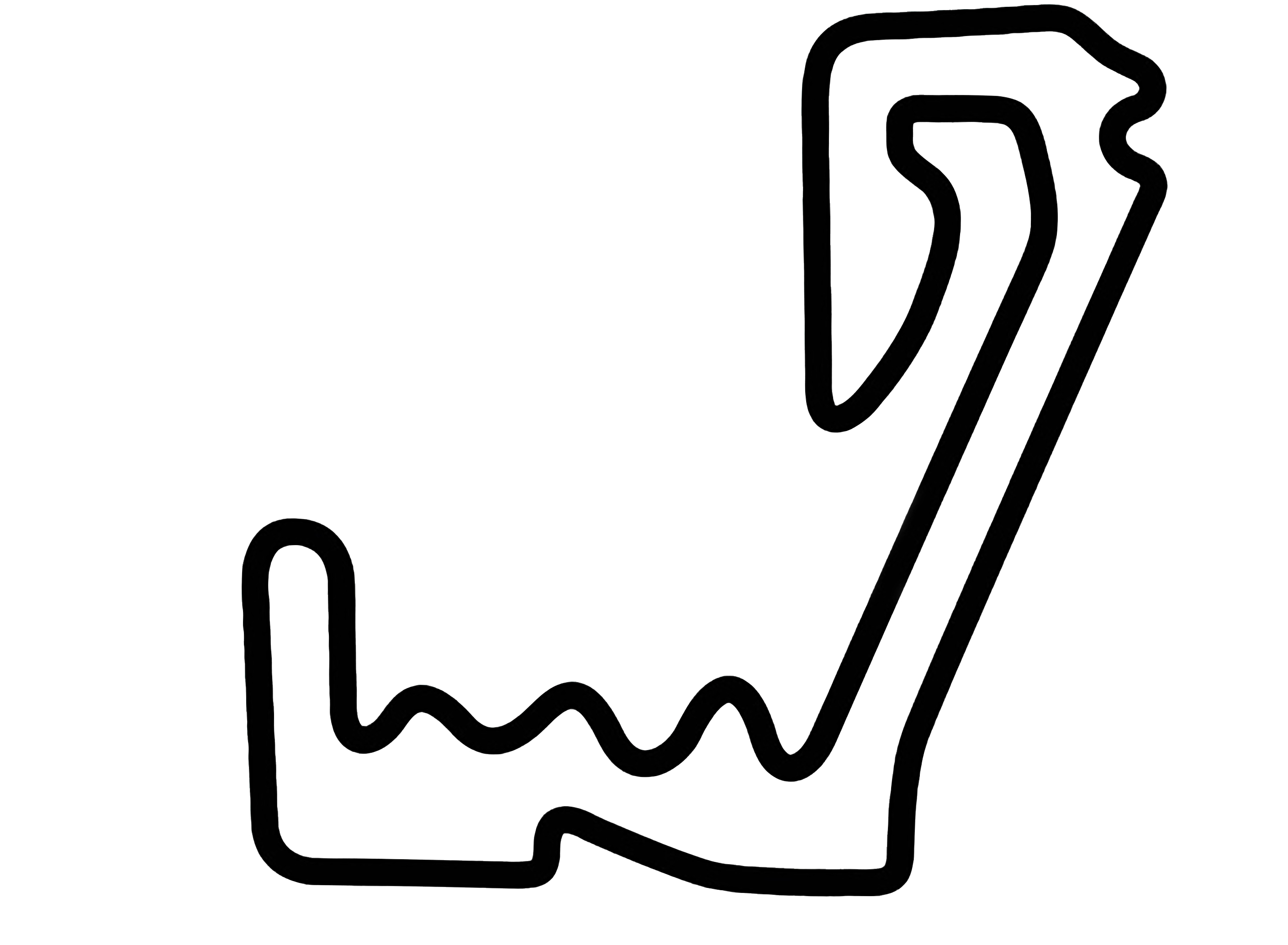
Trazado de la variante internacional del Circuito Fernando Alonso

El circuito de conducción especializada, que permitirá la conducción en condiciones difíciles, contará con aspersores de agua y tendrá una superficie deslizante. Se extiende por 19.714,22 m² y tiene una longitud de 372,45 metros.
Las instalaciones disponen de un aparcamiento con capacidad para 368 vehículos ligeros, 14 autocares y 162 m² para motos. La zona de competición cuenta con un paddock, viales interiores y parque de servicio, según las normativas internacionales, para albergar a los diferentes equipos. El circuito cuenta con gradas con capacidad para 200 personas sentadas.
El circuito fue estrenado por el propio Fernando Alonso (quien lo definió como «el mejor circuito de karts del mundo») el 18 de marzo de 2011 frente a 4000 personas, y la inauguración para el público se produjo el mes de junio del mismo año.
En junio de 2017, tuvo lugar en el Circuito Fernando Alonso el CIK-FIA Campeonato de Europa, con más de 170 pilotos de 29 nacionalidades.